# Antonín Pech
Antonín Pech (21. listopadu 1874 Čižice – 20. února 1928 Praha) byl český filmový režisér, kameraman a producent, jeden z průkopníků českého filmu; založil vůbec první českou filmovou produkční společnost Kinofa (1911).

## Kariéra
V mládí pracoval jako fotograf v Českých Budějovicích, roku 1907 se přestěhoval do Prahy už v roce 1908 otevřel v Ječné ulici kino Grand Biograph de Paris. Už dříve vytvořil pro divadelní představení ve smíchovská Aréna Satanův poslední výlet v režii Antonína Vaverky, snímek o satanově jízdě železnicí, který se promítal v rámci představení. Natočil ho s Aloisem Charvátem a dalšími herci.
Jeho podnikatelské aktivity vedly 1. května 1911 k založení první české filmové společnosti Kinofa, jejímž se stal ředitelem. Kapitálově ji zajišťovali přední členové obchodního a průmyslového světa – bratři Vladimír a Ladislav Rottové, majitelé železářství, kavárník Josef Kejř a řada dalších. Záměrem společnosti bylo nejen vyrábět a prezentovat filmy dokumentární, ale točit i filmy hrané. Jednala i s ředitelstvím Národního divadla o zapůjčení kostýmů a rekvizit i účast předních herců na historických projektech.
Nejúspěšnějším dokumentem oné doby byla třídílná reportáž Všesokolský slet 1912 (1912), přírodní snímek Svatojanské proudy byl vyznamenán Velkou výstavní zlatou medailí na I. mezinárodní filmové výstavě ve Vídni, což byl první mezinárodní úspěch české kinematografie vůbec. Z dalších dokumentů to byly Chov husí v Libuši u Prahy a Život zabité žáby. Rozruch vzbudilo natáčení obrazu Dámské kalhoty na Václavském náměstí v Praze, kdy byl kameraman ohrožován ohromným shlukem obecenstva.
Pech natočil pro Kinofu i několik hraných filmů. Byly to úspěšné grotesky ve stylu francouzského komika Maxe Lindera: Rudi na křtinách, Rudi na záletech a Rudi sportsmanem. Hlavní postavu ztřeštěného a zbrklého mládence Rudiho hrál Emil Artur Longen. Interiéry byly natáčeny v kulisách na zahradě šantánu U Lhotků, exteriéry na různých místech Prahy. Éra společnosti Kinofa však skončila poměrně brzy, neboť zvyšující se náklady a nedostatek financí vedly roku 1914 ke krachu.

## Filmografie

### Režie
- Ponrepovo kouzelnictví (1911)
- Rudi na křtinách (1911)
- Rudi na záletech (1911)
- Rudi se žení (1911)
- Sokové (1911)
- Pro peníze (1911)
- Zub za zub (1913)
- Zamilovaná tchyně (1914)

### Námět
- Rudi na křtinách (1911)
- Rudi na záletech (1911)
- Rudi se žení (1911)
- Zamilovaná tchyně (1914)

### Scénář
- Pro peníze (1911)

### Kamera
- Hubička (1911)
- Ponrepovo kouzelnictví (1911)
- Rudi na křtinách (1911)
- Rudi na záletech (1911)
- Rudi se žení (1911)
- Rudi sportsman (1911)
- Sokové (1911)
- Pro peníze (1911)
- Pět smyslů člověka (1913)
- Zub za zub (1913)